# Cornoculus cornutus
Cornoculus cornutus är en insektsart som beskrevs av Ferris 1955. Cornoculus cornutus ingår i släktet Cornoculus och familjen filtsköldlöss. Inga underarter finns listade i Catalogue of Life.